# Andreas Pleninger
Andreas Pleninger (Plenninger, Bleninger, Plieninger, Pleininger, A.P.) (* 3. Januar 1555 in Regensburg; † 1607) war ein deutscher Steinätzer.

## Lebenslauf
Andreas Pleninger wurde 1555 in Regensburg geboren und besuchte dort auch das Gymnasium poeticum, wo er eine musikalische Ausbildung erhielt. Die Kunst des Steinätzens und der Kalligraphie erlernte er in Nürnberg. In dieser Zeit scheint es auch zu den Kontakten gekommen sein, die ihm die astronomischen Kenntnisse vermittelten, die er später in den Sonnenuhren und Tischen mit „immerwährenden Kalendern“ zeigt. Für eine seiner ersten Arbeiten von etwa 1575, eine in Stein geätzte Europakarte, diente ihm die Landkarte von Tilemann Stella, ein Holzschnitt aus dem Jahre 1560.
Pleninger wird 1585 an der Stadtpfarrkirche zu Gmunden als Organist und Mesner angestellt, war aber schon vorher etwa ab 1576 in Österreich. Er versuchte wohl in die Dienste eines Angehörigen des Herren- und Ritterstandes zu kommen. Jedenfalls fertigte er Arbeiten für Hans Adam Jörger, einem der prominentesten protestantischen Geschlechter in Oberösterreich (ein Liedertisch wurde später von den Grafen Starhemberg erworben). In dieser Zeit entstanden mehrere Arbeiten für protestantische Familien wie Grabplatten, Epitaphe und Liedertische. Die Situation der Protestanten wurde mit der Zuspitzung der Religionsgegensätze immer schwieriger und so musste er nach 1598 in seine Geburtsstadt Regensburg zurückkehren, wo er 1607 verstarb und auf dem St. Petersfriedhof begraben wurde. Alle Grabstätten dieses Friedhof gingen im Dreißigjährigen Krieg im Verlauf der Kämpfe um Regensburg (1632–1634) verloren.

## Werke
(Werknummern ‚Kieslinger x‘ nach )

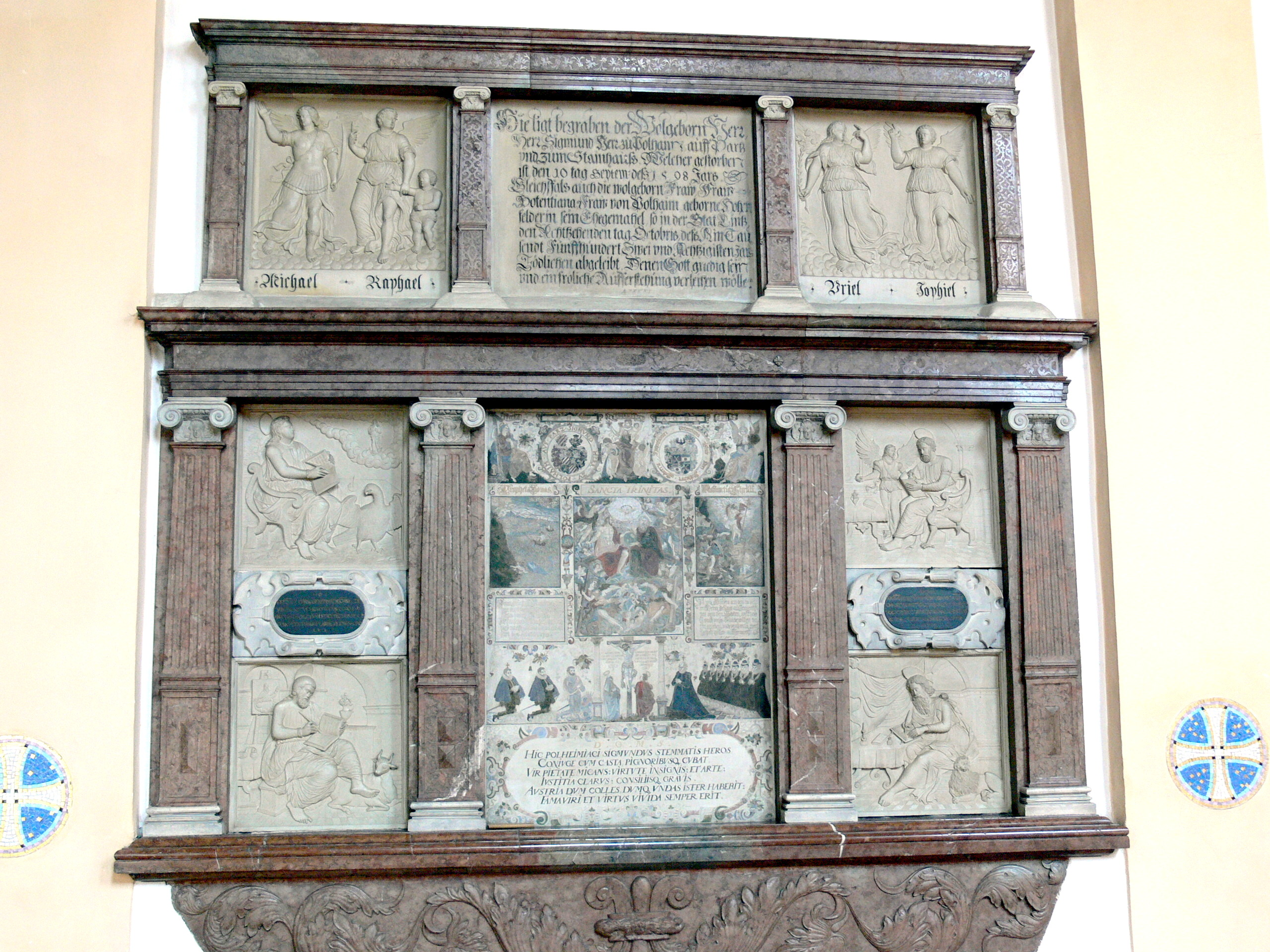
Grabmal der Familie Polheim 1583/1598

- 1575 Burg Kreuzenstein, Viereckiger Liedertisch Kieslinger 1 (bei einem Brand zerstört)[5]
- 1575 Regensburg Historisches Museum K 1940/79, Viereckiger Liedertisch (110,8 cm × 103,5 cm); Kieslinger 2 = Kieslinger 3[1]
- 1575 Ansbach Stadtarchiv, Europakarte nach Tilemann Stella[3]
- 1576 Pottendorf, Runder Liedertisch auch Verschwörungstisch; Kieslinger 4 (kam nach Budapest und ging dort zugrunde)
- 1579/80 Eferding Starhemberg’sches Familien- und Stadtmuseum, Rechteckiger Liedertisch; Kieslinger 5[1][6]
- 1584 Kirchberg an der Pielach, Grabstein (135 cm × 135 cm) des Hans Paul von Mamming; Kieslinger 6[7]
- 1590 Sternwarte Kremsmünster, Viereckiger Tisch (95 cm × 65 cm) Calendarium perpetuum; Kieslinger 7[1][8][9][10][11]
- 1591 Brünn Moravská galerie, Sonnenuhr mit Kalendarium[12] (20,3 cm × 14,5 cm)
- 1594 Regensburg Historisches Museum K 1953/81, Bildnis des Ratsherrn Hans Hueber (14,3 cm × 10,8 cm)
- 1595 Wien, Grabstein der Familie Stefanus Neuwecker (31 cm × 31 cm); Sammlung Emil Weinberger versteigert 1929, Rudolf Just Collection Sotheby’s Ceramics 2001 Lot 131, Sotheby’s European Sculpture \& Works of Art 2006 Kieslinger 8
- 1595 Kirchdorf an der Krems Pfarrkirche, Grabstein des Ulrich Storch; Kieslinger 9[1][6][7]
- 1597 Kirchdorf an der Krems Pfarrkirche Epitaph des Hans Lantz; Kieslinger 10[1][6][7]
- 1583/1598 Grieskirchen Stadtpfarrkirche, Grabmal des Sigmund von Polheim; Kieslinger 11[1][6][13][7]
- 1599 Walderbach bei Regensburg, Epitaph (133 cm × 97 cm und 34 cm × 70 cm) der Familie Hofer von Lobenstein; Kieslinger 12, Abbildung in den Kunstdenkmälern Bayerns (Oberpfalz und Regensburg, Bez. Amt Roding)
- 1600 Keplerhaus Regensburg K1949/51, Rechteckiger Tisch (98 cm × 96,5 cm) Calendarium perpetuum für Leonhard Ebner; Kieslinger 13[11]
- 1601 Regensburg AB 206, Bauinschrift des Städtischen Getreidekastens (170 cm × 93 cm); Kieslinger 14
- 1601 Museum für angewandte Kunst (Wien), Sonnenuhr für Hans Jörg Mautner von Aschach und Gattin Maria Jörgerin geb. Plassin; Kieslinger 15
- 1601 Museum für Kunst und Gewerbe Hamburg, Kleine Sonnenuhr (18 cm × 18 cm); Kieslinger 16[14][15]
- 1601 London British Museum, Kleine Sonnenuhr (18 cm × 18 cm); Kieslinger 22[16]
- 1601 Regensburg Historisches Museum K 1978/30, Vertreibung aus dem Paradies (32,8 cm × 23,3 cm)
- 1602 Regensburg Historisches Museum HV 1374, Viereckiger Tisch (124 cm × 105 cm) Calendarium perpetuum; Kieslinger 17[15][11]
- 1602 Keplerhaus Regensburg HV 1228, Calendarium perpetuum mit Sonnenuhr (30 cm × 19 cm); Kieslinger 18[15]
- 1603 Württembergische Landesbibliothek Stuttgart (vor dem Sonderlesesaal), Platte (109 cm × 135 cm) mit Landkarte von Württemberg; Kieslinger 19[17]
- 1603 Bibliothèque Nationale de France (Richelieu - Cartes et plans - magasin GE A- 310 support : objets divers), Quadratischer Tisch Calendarium perpetuum[18][11]
- 1604 Stiftung Schloss Friedenstein Gotha K273, Viereckiger Kartentisch (161 cm × 134 cm) Landkarte von Deutschland[19][20]
- 1604 Stiftung Schloss Friedenstein Gotha, Viereckiger Musiktisch (112,9 cm × 102,9 cm)[20]
- 1605 Kassel Museumslandschaft, Viereckiger Tisch (106 cm × 130 cm) mit Calendarium perpetuum und Landkarte von Hessen; Kieslinger 20[21][11]
- 1605 Kassel Museumslandschaft, Runder Liedertisch (Ø 155 cm)[21][22][23]
- 1607 Stift Rein, Runder Tisch (Ø 137 cm) Calendarium perpetuum; Kieslinger 21[24][25][11]
- xxxx Kunstgewerbemuseum Prag, Sonnenuhr (30 cm × 17 cm) ursprünglich Sammlung Lanner[26], Kieslinger 23
- Handschriften in der Proskeschen Musikbibliothek Regensburg Orgeltabulatur[27] aus den Jahren 1592/3

## Fälschlich Pleninger zugeordnet
- 1590 Hallstatt katholische Pfarrkirche, Grabstein (106/37?) des Christoph von Zurtschenhall[1][7]